# Donnie Darko
Donnie Darko is een Amerikaanse film uit 2001 en de grote doorbraak van de jonge Amerikaanse regisseur Richard Kelly. Kelly (1975) studeerde filmwetenschappen aan de Universiteit van Zuid-Californië en studeerde hier in 1997 af. Kelly maakt met regisseurs als Darren Aronofsky, Paul Thomas Anderson en Sofia Coppola deel uit van een nieuwe generatie talentvolle en originele Amerikaanse regisseurs. Deze talenten begeven zich op het gebied tussen arthouse en commerciële film, met een sterke indie-inslag.

## Inhoud
De film is tevens de doorbraak voor acteur Jake Gyllenhaal. Gyllenhaal acteerde in deze film met zijn zus Maggie Gyllenhaal, die in Donnie Darko ook zijn zus speelt. Gyllenhaal speelt de titelrol, een jongen die geplaagd wordt door hallucinaties en door zowel zijn familie als klasgenoten niet begrepen wordt. Donnie ontvangt opdrachten van een man in een konijnenpak, Frank. Hij moet voor Frank allerlei misdaden plegen. Zo steekt hij een huis in brand en laat hij de school onder water lopen.

## Rolverdeling
| Acteur             | Personage                           |
| ------------------ | ----------------------------------- |
| Jake Gyllenhaal    | Donald "Donnie" Darko               |
| Jena Malone        | Gretchen Ross                       |
| Mary McDonnell     | Rose Darko                          |
| Holmes Osborne     | Eddie Darko                         |
| Katharine Ross     | Dr. Lilian Thurman                  |
| Maggie Gyllenhaal  | Elizabeth Darko                     |
| Daveigh Chase      | Samantha Darko                      |
| James Duval        | Frank Anderson                      |
| Drew Barrymore     | Karen Pomeroy                       |
| Patrick Swayze     | Jim Cunningham                      |
| Noah Wyle          | Dr. Kenneth Monnitoff               |
| Beth Grant         | Kitty Farmer                        |
| David Moreland     | Rector Cole                         |
| Stuart Stone       | Ronald Fisher                       |
| Gary Lundy         | Sean Smith                          |
| Alex Greenwald     | Seth Devlin                         |
| Seth Rogen         | Ricky Danforth                      |
| Patience Cleveland | Roberta Sparrow / "Opoe Graftak"    |
| David St. James    | FAA-agent Bob Garland               |
| Jolene Purdys      | Cherita Chen                        |
| Jazzie Mahannah    | Joanie James                        |
| Kristina Malota    | Susie Bates                         |
| Tiler Peck         | Beth Farmer                         |
| Ashley Tisdale     | Kim, nerdachtig meisje              |
| Jerry Trainor      | Slungelige jongen                   |
| Scotty Leavenworth | David                               |
| Fran Kranz         | Franks passagier (in clownskostuum) |
| Jack Salvatore Jr. | Larry Riesman                       |

## Achtergrond
Kelly schreef zelf het scenario en nam de film in 28 dagen op. Het tijdsverloop van de gebeurtenissen in de film is tevens 28 dagen. Het budget was $5.000.000. Kelly maakte met Donnie Darko een intelligente en imponerende combinatie van thriller, drama, sci-fi en fantasie. In 2005 kwam een director's cut uit die Kelly in negen dagen monteerde.
Kelly's verteltechniek is dromerig, sfeervol, humoristisch en enigszins cynisch. Zijn personages zijn anders dan anderen en lijken niet te kunnen aarden in hun omgeving, omdat ze zich onbegrepen voelen. Met snelle montagetechnieken en cinematografische trucjes verbeeldt Kelly een surrealistische wereld.
Aanvankelijk wilde de regisseur het mysterie vrij laten aan het brein van de individuele kijker, hoewel hij beweerde dat er volgens hem wel één sluitende versie van de feiten was. Uiteindelijk werd op de site dan toch een groot deel van de sluier opgelicht, door het toedragen van extra informatie, en het publiceren van enkele bladzijden van het fictieve boek "the Philosophy of Time Travel" (de filosofie van het tijdreizen), dat tevens een belangrijke rol in de film speelt.

## Vervolg
Donnie Darko werd op 28 april 2009 opgevolgd door S. Darko, waarin ditmaal Darko's zusje Samantha centraal staat. Richard Kelly was op geen enkele manier betrokken bij dit vervolg, evenmin als Jake en Maggie Gyllenhaal. Het nieuwe hoofdpersonage Samantha wordt wel - net zoals in het origineel - gespeeld door Daveigh Chase.

## Trivia
- Op een bepaald moment wordt 'cellar door' geciteerd als mooiste Engelse woordencombinatie door Karen Pomeroy, de lerares van Donnie Darko. Deze bewering zou gedaan zijn door J.R.R. Tolkien.[2]
- Het verhaal speelt zich grotendeels af in Middlesex county, Virginia, in werkelijkheid werd gefilmd in Californië.
- Een nummer uit de soundtrack van de film, Mad World van Gary Jules en Michael Andrews werd een grotere hit dan de film, die niet echt een bioscoopsucces was. Achteraf bleek de dvd-uitgave een groter succes en brak de film door als een cult-fenomeen.
- In de film spelen zowel acteur Jake Gyllenhaal als Maggie Gyllenhaal. Zij zijn broer en zus van elkaar en spelen in de film ook de rol van broer en zus.